# Presence (음반)
《Presence》는 1976년 3월 31일, 스완 송 레코드가 발매한 영국의 하드 록 밴드 레드 제플린의 일곱 번째 스튜디오 음반이다. 이 음반은 상업적으로 성공을 거두어 영국과 미국 음반 차트 1위에 올랐고, 미국에서 트리플 플래티넘 인증을 획득했지만, 비평가들로부터 엇갈린 평가를 받았고, 밴드가 활동을 하는 동안 가장 적게 팔린 스튜디오 음반이었다.
이 음반은 1975년 마지막 달에 쓰여지고 녹음되었다. 리드 싱어 로버트 플랜트는 그 해 초 교통사고로 입은 심각한 부상으로부터 회복하고 있었다. 이것은 투어가 취소되고 밴드가 대신 《Presence》를 녹음할 스튜디오 시간을 예약하는 것으로 이어졌다. 기타리스트이자 프로듀서인 지미 페이지는 녹음과 믹싱을 완료하기 위해 긴 교대조 몇 개를 투입하면서 몇 주 만에 전체 음반이 완성되었다. 그 제목은 그들이 함께 일하면서 느꼈던 강한 존재감에서 나왔다. 이 LP의 힙노시스의 작품에는 "The Object"라고 불리는 신비로운 검은 물체를 중심으로 한 여러 장의 사진이 실렸다.
《Presence》는 페이지와 플랜트의 작곡에 의해 지배되고 있으며, 그룹 전체에 한 곡만 수록되었다. 다른 레드 제플린 음반들과는 달리, 그것은 키보드와 작은 어쿠스틱 기타를 특징으로 한다. 플랜트가 아직 회복 중이었기 때문에 밴드는 발매를 위한 투어를 할 수 없었고, 10분짜리 오프닝 곡인 〈Achilles Last Stand〉를 포함한 두 곡만 라이브로 공연되었다. 하지만, 이 음반은 그룹의 다른 작업에 비해 하드 록의 역동성과 단순성으로 인해 회고적 리뷰에서 재평가되었다.

## 배경
1975년 초에 발매된 그들의 이전 음반인 《Physical Graffiti》를 지지하는 투어를 한 후, 레드 제플린은 그 여름 투어를 잠시 쉬었다. 비평가들은 그들이 이 시기에 인기 절정에 달했다고 말했다. 하지만, 로버트 플랜트는 8월 4일, 그리스 로도스섬에서 일어난 교통사고로 심각한 부상을 입었고, 이로 인해 밴드는 투어를 취소하고 활동을 다시 계획해야 했다.
탈세자로서의 지위 때문에, 플랜트는 처음에는 채널 제도의 저지섬, 그 다음에는 캘리포니아주 말리부에 있는 해외에서 회복할 수 밖에 없었고, 그의 개인적인 상황을 반영하고 미래에 대해 궁금해하는 가사를 여러 개 썼다. 기타리스트 지미 페이지는 9월에 말리부에서 그와 합류했고 그 두 사람은 대신 음반을 만들 계획을 생각하기 시작했다. 두 사람은 나머지 밴드들에게 발표할 수 있을 만큼 충분한 자료를 준비했다. 다른 두 멤버인 드러머 존 본햄과 베이시스트 존 폴 존스는 할리우드의 SIR 스튜디오에서 1975년 10월, 내내 이 자료를 리허설했다.

## 녹음
일단 그들이 준비를 끝냈을 때, 그 그룹은 녹음을 간절히 원했다. 페이지는 독일 뮌헨의 뮤직랜드 스튜디오에 가는 것을 선호했는데, 그는 그곳이 최첨단 녹음 시설을 갖추고 있다고 생각했다. 플랜트는 녹음 중에 여전히 사고에서 회복되고 있었고 휠체어를 타고 그의 보컬을 불렀고, 이는 세션에서 대부분의 책임을 지게 했다. 이 음반은 녹음되어 오랜 그룹 동료이자 엔지니어인 키스 하우드와 혼합되었고, 18일 만에 완성되었으며, 최종 믹스는 11월 27일에 끝났다. 이는 데뷔 음반 이후 밴드가 달성한 가장 빠른 녹음 호전 시간이었다.
급하게 진행된 녹음 세션은 레드 제플린이 롤링 스톤스 직전에 스튜디오를 예약한 결과 중 일부였는데, 그들은 그들의 음반인 《Black and Blue》(1976년 봄에 발매됨)의 곡을 녹음하기 직전이었다. 페이지는 롤링 스톤스와 녹음 세션에서 이틀을 빌리기 위해 협상했고, 그 기간 동안 그는 모든 기타 오버더빙을 한 번에 완료했다. 그리고 나서 페이지와 하우드는 그들이 잠들 때까지 거의 쉬지 않고 혼합물을 섞었다. 누가 먼저 일어났던 간에, 계속하기 위해 책상으로 돌아갔다. 이후 페이지는 세션 동안 매일 약 18~20시간을 일했다고 말했다.
또한 《Presence》의 녹음 세션은 특히 플랜트에게 어려웠다. 스튜디오는 오래된 호텔의 지하실에 있었고, 플랜트는 폐쇄 공포증을 느꼈다. 교통사고로 인한 신체적인 어려움도 겪었고, 가족을 그리워했다. 그는 이후 페이지와 매니저 피터 그랜트가 《Presence》 세션을 예약한 것에 대해 화가 났고 그의 삶의 우선 순위를 재평가하기 시작했다고 말했다.
이 음반은 추수감사절 전날에 완성되었다. 플랜트는 레코드 회사에 이 음반을 《Thanksgiving》이라고 불러야 한다고 제안했다. 이 아이디어는 밴드 멤버들이 그룹을 둘러싸고 있다고 느끼는 강력한 힘과 존재감을 나타낼 것으로 생각되는 제목을 선호하여 빠르게 삭제되었다.

## 발매 및 반응
| 평가 점수                     | 평가 점수 |
| 출처                          | 점수      |
| ----------------------------- | --------- |
| AllMusic                      | [ 13 ]    |
| Christgau's Record Guide      | B         |
| The Daily Telegraph           | [ 15 ]    |
| Entertainment Weekly          | C+        |
| MusicHound Rock               | 4/5       |
| Pitchfork                     | 7.6/10    |
| Q                             | [ 19 ]    |
| The Rolling Stone Album Guide | [ 20 ]    |

이 음반은 1976년 3월 31일에 발매되었고, 음반 소매의 완성으로 인해 지연되었다. 영국에서 그것은 출시 당일에 골드를 선적하는 역대 최고 선주문 중 하나를 달성했다. 이 음반은 2위로 진입했고 그 다음 주에 미국 빌보드 200 차트에서 1위를 차지했다. 하지만, 이 음반은 밴드의 영화이자 사운드트랙인 《The Song Remains the Same》의 발매로 가려졌기 때문에 그들의 경력 중 가장 낮은 판매량이다. 〈Candy Store Rock〉은 미국에서 싱글로 발매되었지만 차트화에는 실패했다.
《롤링 스톤》을 위한 현대 리뷰에서 스티븐 데이비스는 《Presence》가 레드 제플린을 최고의 헤비 메탈 행동으로서 설립했으며, "깨끗하고 정결한" 기타 리프를 강조하며, 몇몇 뛰어난 록 음악을 선보였다고 말했다. 몇 곡의 둔탁한 블루스 록 노래에도 불구하고, 데이비스의 생각으로는, 이 음반은 "지금까지 이 생존자들이 이긴 전투의 계속되는 전통에서 또 다른 괴물"이었다. 《빌리지 보이스》에서 로버트 크리스트가우는 〈Hotson for Nowhere〉를 "지휘하는 컷"으로 언급하면서, 이전 음반들과 비교해 볼 때, 많은 부분이 일관되지만 불필요하다는 것을 발견했다.

## 곡 목록
모든 곡들은 특별한 언급이 없는 한 지미 페이지와 로버트 플랜트에 의해 작사/작곡하였다.
| #  | 제목                    | 작사·작곡                           | 재생 시간 |
| -- | ----------------------- | ----------------------------------- | --------- |
| 1. | 〈Achilles Last Stand〉 |                                     | 10:26     |
| 2. | 〈For Your Life〉       |                                     | 6:21      |
| 3. | 〈Royal Orleans〉       | 존 본햄, 존 폴 존스, 페이지, 플랜트 | 2:58      |

| #  | 제목                        | 재생 시간 |
| -- | --------------------------- | --------- |
| 1. | 〈Nobody's Fault but Mine〉 | 6:15      |
| 2. | 〈Candy Store Rock〉        | 4:10      |
| 3. | 〈Hots On for Nowhere〉     | 4:42      |
| 4. | 〈Tea for One〉             | 9:27      |

## 인증
| 국가                       | 인증        | 판매량/출하량 |
| -------------------------- | ----------- | ------------- |
| 캐나다 (뮤직 캐나다)       | 플래티넘    | 100,000^      |
| 뉴질랜드 (RMNZ)            | 플래티넘    | 15,000^       |
| 영국 (BPI)                 | 플래티넘    | 300,000^      |
| 미국 (RIAA)                | 3× 플래티넘 | 3,000,000^    |
| ^출하량을 기반으로 한 인증 |             |               |